# Coordination Chemistry Reviews
Coordination Chemistry Reviews, abgekürzt Coord. Chem. Rev., ist eine englischsprachige wissenschaftliche Fachzeitschrift, die vom Elsevier-Verlag veröffentlicht wird. Die erste Ausgabe erschien im Jahr 1966. Derzeit erscheint die Zeitschrift mit zwölf Ausgaben im Jahr.
Es werden Übersichtsartikel (Reviews) veröffentlicht, die sich mit Fragen der Komplexchemie beschäftigen. Der Fokus des Journals ist dabei breit ausgerichtet, so beschäftigen sich Artikel unter anderem mit Organometallchemie, Katalyse, theoretischer Komplexchemie sowie bioanorganischer Chemie.
Der Impact Factor des Journals lag im Jahr 2017 bei 14,499 und 2019 bei 15,367.